# Fulvio Collovati
Fulvio Collovati (nascut el 9 de maig de 1957) és un exfutbolista italià, que jugava com a defensa central, va formar part de l'equip que var guanyar la Copa del Món de Futbol de 1982.